# 박중근
박중근(朴重根)은 조선 시대의 판소리 명창이다. 전라남도 옥과에서 태어났다. 송만갑에게서 판소리를 공부하였다. 5명창 이후 장판개, 김정문, 공창식 등과 함께 지방에서 활약한 명창이다. 일제강점기 때 취입한 음반이 지금도 남아 있다.